# Железный человек (саундтрек)
«Желе́зный челове́к» (оригинальный саундтрек) — альбом саундтреков к фильму «Железный человек» 2008 года, музыка которого написана немецким композитором Рамином Джавади. Саундтрек был создан в сотрудничестве с Хансом Циммером и Remote Control Productions и выпущен 29 апреля 2008 года на лейбле Lionsgate Records.
Джавади присоединился к фильму после того, как Джон Дебни, который ранее сотрудничал с режиссёром Джоном Фавро, был недоступен. Музыка в значительной степени сосредоточена на электрогитаре, как того просил Фавро, и была записана как с рок-группой, так и с традиционным оркестром. Саундтрек также включает классическую музыкальную тему «Железного человека» 1966 года и её аранжировку в стиле биг-бэнда Джона О’Брайена и Рика Бостона, которые также часто сотрудничают с Фавро.
Саундтрек был негативно воспринят критиками, особенно использование в музыке электрогитары и влияния Remote Control. Однако включение классической темы в её оригинальной и современной кавер-формах было воспринято положительно, и в конечном итоге саундтрек был номинирован на 51-ю премию Грэмми. Первоначальный ответ мог быть связан с тем, что Джавади был относительно неизвестен во время его выпуска. С годами музыка нашла признание у любителей музыки.

## Разработка
После того, как предыдущий соавтор режиссёра фильма «Железный человек» Джона Фавро, Джон Дебни был недоступен для написания музыки к фильму, поэтому фанат Железного человека Рамин Джавади искал роль. Съёмки фильма уже были завершены к тому времени, когда Джавади присоединился к производству, и вместо того, чтобы ждать, пока он сможет увидеть законченный фильм, как он обычно делал, Джавади начал «играть с идеями», как только он увидел первый трейлер. Из-за нехватки времени и того, что окончательный вариант фильма менялся до «последней минуты», Джавади помогли с аранжировками и дополнительными репликами от Ханса Циммера и Remote Control Productions.
Джон Фавро попросил Джавади сделать музыку более ориентированной на гитару и рок, и в этом ему помогла история игры Джавади на гитаре. Гитарист Аарон Каплан исполнил большую часть гитары для саундтрека с гитаристом Rage Against the Machine Томом Морелло, который появляется в фильме в эпизодической роли, а также играет на гитаре. Рок-группа, которую использовал Джавади, была записана на Remote Control, а запись всего оркестра проходила в AIR Studios. Окончательная оценка была смешанной на Remote Control.
Музыканты Джон О’Брайен и Рик Бостон, часто сотрудничавшие с Фавро, предоставили аранжировку в стиле биг-бэнда музыкальной темы Железного человека из мультфильма 1966 года «The Marvel Super Heroes». «Institutionalized» — песня группы Suicidal Tendencies, вокалист которой Майк Мьюир учился в школе вместе со звездой фильма Робертом Дауни-младшим, также включена в саундтрек. Джавади исполнил фортепианное исполнение «Concerto in Do Maggiroe Per Pianoforte eo Orchestra: Larghetto» Антонио Сальери, которое использовалось исключительно для фильма и как таковое не было включено в саундтрек.

## Трэк-лист
Вся музыка написана Рамином Джавади.
| №                   | Название                      | Музыка                       | Длительность |
| ------------------- | ----------------------------- | ---------------------------- | ------------ |
| 1.                  | «Driving with the Top Down»   |                              | 3:10         |
| 2.                  | «Iron Man» (версия 2008 года) | John O'Brien and Rick Boston | 1:05         |
| 3.                  | «Merchant of Death»           |                              | 2:14         |
| 4.                  | «Trinkets to Kill a Prince»   |                              | 3:07         |
| 5.                  | «Mark I»                      |                              | 3:53         |
| 6.                  | «Fireman»                     |                              | 2:09         |
| 7.                  | «Vacation's Over»             |                              | 3:34         |
| 8.                  | «Golden Egg»                  |                              | 4:12         |
| 9.                  | «Damn Kid»                    | DJ Boborobo                  | 1:12         |
| 10.                 | «Mark II»                     |                              | 2:47         |
| 11.                 | «Extra Dry, Extra Olives»     |                              | 1:43         |
| 12.                 | «Iron Man»                    |                              | 3:30         |
| 13.                 | «Gulmira»                     |                              | 4:05         |
| 14.                 | «Are Those Bullet Holes?»     |                              | 2:00         |
| 15.                 | «Section 16»                  |                              | 2:33         |
| 16.                 | «Iron Monger»                 |                              | 4:45         |
| 17.                 | «Arc Reaktor»                 |                              | 3:55         |
| 18.                 | «Institutionalized»           | Suicidal Tendencies          | 3:49         |
| 19.                 | «Iron Man» (версия 1966 года) | Jack Urbont                  | 0:20         |
| Общая длительность: | Общая длительность:           | Общая длительность:          | 54:12        |

## Выпуск
Саундтрек был выпущен 29 апреля 2008 года компанией Lions Gate Records, у которой было лицензионное соглашение с Marvel Entertainment.

## Реакция

### Критический ответ
Кристиан Клемменсон из Filmtracks.com крайне критически относился к влиянию пульта дистанционного управления на саундтрек, отрицательно сравнив его с «Трансформерами» Стива Яблонски и получив одну звезду из пяти. Он заявил, что в партитуре, ориентированной на электрогитару, «нет ничего изначально неправильного», но Джавади «ещё не готов обеспечить уровень интриги», который другие композиторы, такие как Дебни и Дэнни Эльфман, смогли сделать с этим инструментом. Клемменсон также поставил под сомнение использование оркестра Джавади, чувствуя, что он «размывается в миксе настолько тщательно, что рок-группа и набор клавишных — это все, что действительно требовалось для этой музыки». Джонатон Брокстон из Movie Music UK сказал что подход Джавади «похоже, заключался в том, чтобы обратиться к самому низкому из общих знаменателей с драйвовыми рок-ритмами, псевдогероическим крещендо и все более ускоряющимся темпом. Это абсолютное музыкальное излишество — громкое, быстрое, дерзкое, лишённое какой-либо глубины и не способное полностью прокомментировать любые нюансы, которые могут существовать в фильме». Брокстон сказал: «Это даже не хорошая рок-музыка… гитары делают немного больше, чем повторяют себя снова и снова, а синтезаторные наложения просто добавляют ещё один слой слухового шлама».
Джеймс Саутхолл из Movie Wave не дал саундтреку звёзд, назвав его «ещё одним телефонным счётом» от Remote Control, «совершенно ребяческим мусором, настолько плохим, насколько музыка из фильмов». Напротив, Кристофер Коулман, писавший для Tracksounds, поставил оценку шесть из десяти, сказав: «Насколько я был готов не любить эту музыку… настолько, насколько я думал, что окажусь среди толпы ненавистников… и как бы я ни мечтал о классическом саундтреке к фильмам о супергероях, „Железный человек“ покорил меня». Он чувствовал, что поклонники стиля Remote Control сочтут музыку «промышленно-умной диверсией», но для других это только даст «больше топлива для ваших личных [Remote Control]-связей». Он чувствовал, что релиз «улавливает большинство важных сигналов», но страдает от включения «Institutionalized» Suicidal Tendencies. В заключение Коулман сказал, что «традиционная полностью симфоническая партитура для этого фильма не подошла бы лучше». AllMusic дал релизу три звезды из пяти, а рецензент Джеймс Кристофер Монгер сказал, что Джавади «обращается с супергероем предсказуемо жёсткой рукой» и наполняет фильм «достаточно напыщенностью, чтобы подпитывать два продолжения».
Многие критики высоко оценили включение как классической музыкальной темы «Железного человека» Урбонта 1966 года, так и её современной кавер-версии, причём Коулман назвал её «одним из лучших сюрпризов фильма и музыки», а Брокстон назвал обложку следующим образом: «замечательный кусок хорошего джаза». Клемменсон посетовал на то, что тема не была интегрирована в музыку Джавади, чувствуя, что она «настолько диаметрально противоположна руководству по дистанционному управлению для упрощённых последовательностей, что разочаровывает то, что Джавади не предпринял попытки последовательно вставить её в новую работу».

### Награды
| Год     | Премия                                 | Категория                                                                                             | Получатель                | Результат | Пр.           |
| ------- | -------------------------------------- | --- | ------------------------- | --------- | ------------- |
| 2009 г. | Грэмми                                 | Альбом с лучшим саундтреком к фильму, телевидению или другим визуальным средствам массовой информации | «Iron man» Рамина Джавади | Номинация | [ 15 ]        |
| 2009 г. | ASCAP Film and Television Music Awards | Лучшие кассовые фильмы                                                                                | «Iron man» Рамина Джавади | Победа    | [ 16 ]        |
| 2009 г. | Сатурн                                 | Лучшая музыка                                                                                         | «Iron man» Рамина Джавади | Номинация | [ 17 ] [ 18 ] |